# Gaetano Colapietro
Gaetano Colapietro (Torino, 7 luglio 1963) è un ex giocatore di calcio a 5 ed ex calciatore italiano.

## Carriera

### Calcio
Nato a Torino da genitori pugliesi, inizia a giocare a calcio nel Victoria Ivest finché a dieci anni viene notato dagli osservatori del Torino e inserito nella formazione pulcini. Con i granata completa tutta la trafila delle giovanili vincendo nel 1979-80 il campionato nazionale Allievi e nel 1984 il Torneo di Viareggio (pur essendo in prestito al Civitavecchia, il Torino ne pretese il ritorno). Fu inoltre vice campione d'Italia con la formazione Primavera. Nonostante il brillante inizio, i numerosi infortuni patiti dal giocatore ne pregiudicarono la carriera, svoltasi prevalentemente in Serie C e conclusasi ad appena 27 anni. Le migliori stagioni da professionista le disputò con il Civitavecchia, dove conobbe la moglie e si stabilì al termine della carriera.

### Calcio a 5
Durante la seconda stagione al Manciano (Promozione toscana) si avvicinò al calcio a 5, giocando contemporaneamente con il Civitavecchia C5. Al termine della stagione decide di dedicarsi a tempo pieno a questa disciplina, venendo ingaggiato dall'Ericsson Sielte in Serie A. Con la formazione romana raggiunge la finale scudetto, persa ai tempi supplementari di Gara3 contro il Gruppo Sportivo BNL. Due anni più tardi con la maglia del Torrino vince lo scudetto e la Coppa Italia. Nonostante l'età avanzata, entra nel giro della Nazionale di calcio a 5 dell'Italia con la quale raccoglie 10 presenze. Convocato ai Campionati mondiali, fu costretto a rinunciarvi per colpa dell'ennesimo infortunio al ginocchio.

## Palmarès

### Calcio

#### Competizioni giovanili
- Torneo di Viareggio: 1

Torino: 1984

### Calcio a 5

#### Competizioni nazionali
- Campionato italiano: 1

Torrino: 1993-94
- Coppa Italia: 1

Torrino: 1993-94